# 三格骨牌

所有的三格骨牌

三格骨牌（Tromino），又稱三連塊，是一種多格骨牌，每塊以三個全等的正方形連成，若一骨牌翻面或是旋轉後，仍視為同一種骨牌的話，共有兩種三格骨牌，可以由英文字母I和L代表（L有時也會表示為V）。
若一骨牌翻面後的形狀和原來不同時，可以不視為同一種骨牌，但由於二種三格骨牌都是軸對稱，骨牌翻面之後圖案都和原來相同，因此仍然只有二種三格骨牌。若一骨牌翻面或是旋轉後形狀和原來不同，可以不視為同一種骨牌，I形骨牌可以旋轉90度，而L形骨牌可以旋轉90度、180度及270度，再加上原來的二種，這樣就會有六種三格骨牌。

## 三格骨牌定理

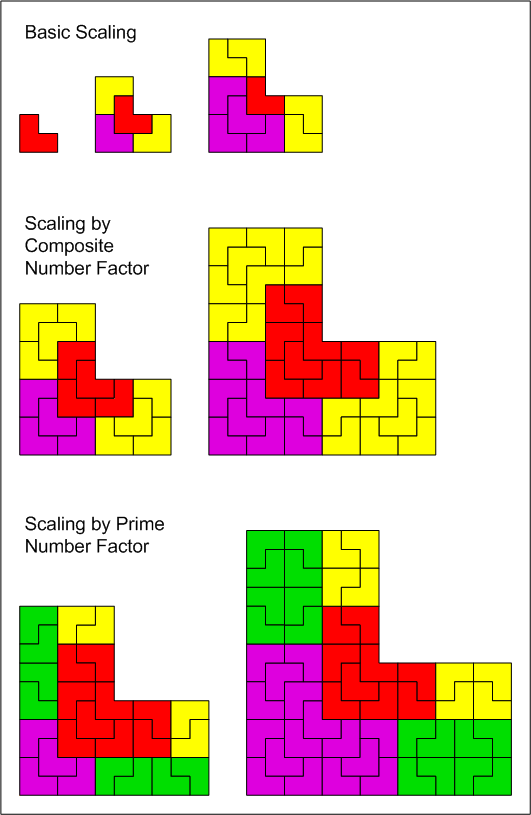
三格L形骨牌自分割問題

若在2n×2n的棋盤抽走其中一個單位正方形，剩下的圖形可被一定數量的L形三格骨牌互不重疊地覆蓋。
這個定理由多格骨牌的發明人——一名22歲的哈佛學生Solomon Golomb提出。

### 證明
使用數學歸納法：
當n=1：從2×2的棋盤抽走一個單位正方形，必定是一個L形三格骨牌，它自然可被L形三格骨牌覆蓋。
假設在2n×2n的棋盤抽走其中一個單位正方形，剩下的圖形可被完全覆蓋：
1. 將2n+1×2n+1棋盤分成四個2n×2n的部分。
2. 將不包含沒有抽走單位正方形的三個部分，各在接近2n+1×2n+1棋盤中心的角上抽走一個單位正方形。
3. 這三個單位正方角就組成一個L形三格骨牌。
4. 根據假設，剩下的四個被抽走一個單位正方形的2n×2n的部分，都可被完全覆蓋。

當2n×2n可被完全覆蓋時，2n+1×2n+1也可。

## 三格L形骨牌自分割問題
三格L形骨牌有一個特點，L形骨牌可以分割為四個長度只有原來一半的L形骨牌，若將骨牌再往下分割，可以分割為4n片大小更小的骨牌。
若針對任何的數字n，也可以將三格L形骨牌分割為n2片較小的三格L形骨牌。

## 外部連結
- Tromino Puzzle（页面存档备份，存于） at cut-the-knot
- Interactive Tromino Puzzle（页面存档备份，存于） at Amherst College